# Temnosternus undulatus
Temnosternus undulatus es una especie de escarabajo longicornio del género Temnosternus, tribu Tmesisternini, orden Coleoptera. Fue descrita científicamente por McKeown en 1942.

## Descripción
Mide 15 milímetros de longitud.

## Distribución
Se distribuye por Australia.